# Ottersjön (Kilanda socken, Västergötland)
Ottersjön är en sjö i Ale kommun i Västergötland och ingår i Göta älvs huvudavrinningsområde. Sjön har en area på 0,0671 kvadratkilometer och ligger 99,7 meter över havet. Sjön ligger i vildmarksområdet Risveden och avvattnas av Forsån som rinner ut i Grönån strax sydväst om Skepplanda.

## Delavrinningsområde
Ottersjön ingår i det delavrinningsområde (643046-129284) som SMHI kallar för Utloppet av Tinnsjön. Medelhöjden är 115 meter över havet och ytan är 7,2 kvadratkilometer. Det finns inga avrinningsområden uppströms utan avrinningsområdet är högsta punkten. Forsån / Grönån som avvattnar avrinningsområdet har biflödesordning 2, vilket innebär att vattnet flödar genom totalt 2 vattendrag innan det når havet efter 55 kilometer. Avrinningsområdet består mestadels av skog (80 %). Avrinningsområdet har 1,39 kvadratkilometer vattenytor vilket ger det en sjöprocent på 19,2 %.